# Rozdzielanie izotopów
Rozdzielanie izotopów – proces mający na celu uzyskanie czystego izotopu pierwiastka lub wzbogacenie pierwiastka w dany izotop. W procesie tym największe znaczenie mają metody mające na celu wzbogacanie uranu do celów energetycznych i militarnych. Do rozdzielania izotopów stosuje się zwykle metody fizyczne, bazujące głównie na różnicy mas izotopów. Metody chemiczne są rzadziej stosowane ze względu na to, że właściwości chemiczne izotopów są zbliżone. Uzyskanie pożądanego stopnia wzbogacenia zwykle wymaga stosowania procesów wielostopniowych.

## Metody rozdzielania izotopów

### Rozdzielanie elektromagnetyczne
Rozdzielanie elektromagnetyczne opiera się na tej samej zasadzie, co działanie spektrometrów mas – jony o tej samej energii kinetycznej i ładunku, ale różnych masach, w wyniku oddziaływania z polem elektromagnetycznym poruszają się po różnych torach. Proces rozdzielania jest dokonywany w urządzeniach zwanych kalutronami. Metoda jest bardzo energochłonna i nie ma znaczenia gospodarczego, znajduje jednak zastosowanie we wzbogacaniu uranu dla celów wojskowych (po raz pierwszy została zastosowana w ramach projektu Manhattan).

### Metoda termodyfuzyjna
Metoda oparta jest na zastosowaniu gradientu temperatury; efekt jest zwiększany przez konwekcję. Stosuje się kolumny termodyfuzyjne, tzn. długie rury, przez których środek jest przeprowadzana rura z parą lub drut grzejny, natomiast ściany zewnętrzne są chłodzone. Próbka jest wzbogacana w lżejszy izotop w środku i u góry. Metoda charakteryzuje się prostotą i niskimi kosztami inwestycji, jednak jest energochłonna. W ten sposób w ramach projektu Manhattan produkowano paliwo wstępnie wzbogacone. Obecnie metoda jest stosowana do rozdzielania izotopów gazów szlachetnych i innych lekkich pierwiastków (jak np. węgiel).

### Dyfuzja przez przegrody porowate
Metoda ta opiera się na zjawisku dyfuzji gazowej, tj. fakcie, że w gazie cząstki mają średnio tę samą energię kinetyczną (zasada ekwipartycji energii), wskutek czego lżejsze izotopy mają średnio większe prędkości i szybciej dyfundują. Ponieważ izotopy uranu tylko nieznacznie różnią się masą, konieczne jest zastosowanie serii wielu warstw dyfuzyjnych. Również tę metodę po raz pierwszy zastosowano w ramach projektu Manhattan. W Stanach Zjednoczonych metoda została dopracowana do tego stopnia, że mogła być użyta do produkcji uranu wysoko wzbogaconego, jednak zwykle stosowana jest do produkcji uranu nisko wzbogaconego. Cechuje się energochłonnością, długim czasem rozdzielania i wysokimi wymaganiami sprzętowymi.

### Wirówka gazowa

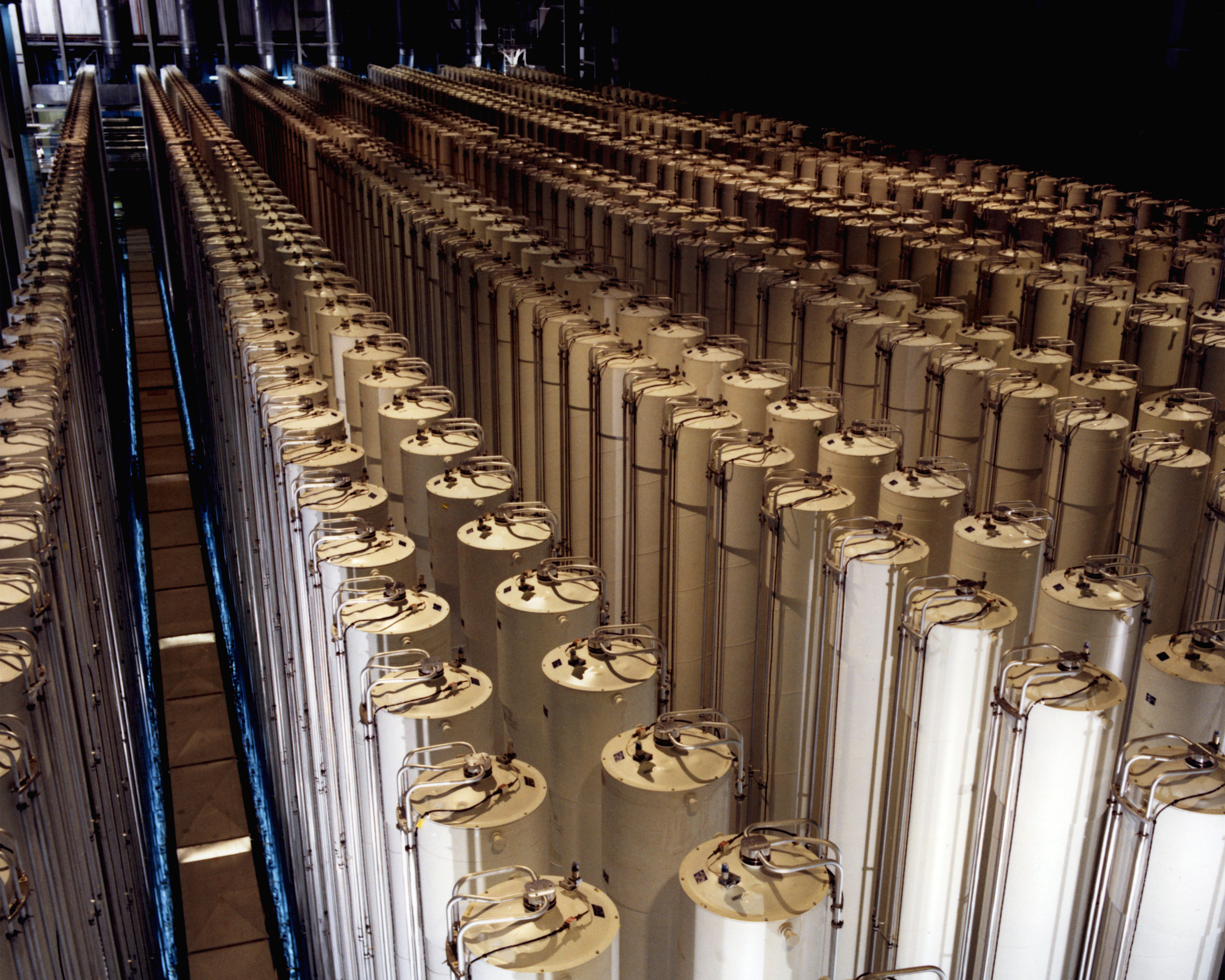
Kaskada wirówek gazowych

Metoda opiera się na zastosowaniu wirówek wzbogacających, w których na ciężkie izotopy działa większa siła odśrodkowa, a lżejsze gromadzą się bliżej osi wirówki. Zastosowanie wirówek do rozdzielania izotopów zostało po raz pierwszy zaproponowane w 1919 roku, a w roku 1934 wykorzystano ją do rozdzielnia izotopów chloru. W projekcie Manhattan nie była wykorzystana, a obecnie jest wiodącą technologią, z uwagi na stosunkowo małą energochłonność i krótki czas trwania procesu. Najważniejszym problemem technicznym jest wytrzymałość użytych materiałów, które są poddawane skrajnym przyspieszeniom.

### Metoda aerodynamiczna
Metoda podobna do powyższej, z tym że zamiast wirówek stosuje się wiry wywołane szybkim przepływem gazu. Okazała się nieekonomiczna i na większą skalę zastosowano ją jedynie w Republice Południowej Afryki.

### Rozdzielanie laserowe
Metoda stała się możliwa wraz z pojawieniem się wąskopasmowych, przestrajalnych laserów barwnikowych. W metodzie AVLIS (atomic vapor laser isotope separation) jest wykorzystywana różna dla różnych izotopów długość fali wzbudzającej. Umożliwia to selektywne jonizowanie atomów, które następnie są odchylane w polu elektromagnetycznym. Metoda fotochemiczna (ang. MLIS – molecular laser isotope separation) wykorzystuje selektywne wzbudzanie światłem cząsteczek, przez co jedynie wybrane cząsteczki biorą udział w określonych reakcjach fotochemicznych.

### Destylacja frakcyjna
Wykorzystywany jest fakt, że cięższy izotop ma zwykle wyższą temperaturę wrzenia, np. D2O ma temperaturę wrzenia o 1,42 K większą niż H2O.

### Elektroliza
Metoda ta opiera się na fakcie, że ciężkie pierwiastki trudniej ulegają elektrolizie. Jest to główna metoda stosowana w rozdzielaniu ciężkiego i lekkiego wodoru.

### Metody chemiczne
Metoda wykorzystuje różną skłonność izotopów do przyjmowania określonej wartościowości, wskutek czego tworzą one różne związki, możliwe do rozdzielenia metodami stosowanymi w inżynierii chemicznej. Wykorzystywane są również różne stałe szybkości reakcji dla różnych izotopów.

### Metoda wymiany jonowej
Metoda ta wykorzystuje fakt, że jony o różnym stopniu jonizacji (zależnym od izotopu) są pochłaniane w różnych miejscach jonitu.

### Metoda plazmowa
Jedna z nowszych metod. Wykorzystywany jest fakt, że jony o różnych masach mają różne częstości cyklotronowe. Częstość zmian przyspieszonego pola elektrycznego jest dostosowana do częstości cyklotronowej określonego izotopu, wskutek czego
jego jony krążą po coraz większych orbitach.

## Parametry charakteryzujące

### Współczynnik rozdziału
Współczynnik rozdziału dany jest wzorem:
{\displaystyle \alpha ={\frac {R_{p}}{R_{f}}}}
gdzie:
{\displaystyle R_{p}} – względne stężenie po rozdzieleniu,
{\displaystyle R_{f}} – względne stężenie przed rozdzieleniem.
Względne stężenie definiowane jest wzorem:
{\displaystyle R={\frac {x}{1-x}}}
gdzie {\displaystyle x} oznacza zawartość izotopu.
Z uwagi na to, że współczynnik rozdziału jest zwykle bliski jedności, definiuje się także współczynnik przyrostu (ang. separation gain):
{\displaystyle \epsilon =\alpha -1}

### SWU (jednostka pracy rozdzielczej)
SWU (ang. Separative Work Unit – jednostka pracy rozdzielczej) jest jednostką wyrażającą wkład energii w proces wzbogacania i ma wymiar masy. Oznacza się ją również podając obok jednostkę masy. Praca rozdzielcza wyraża się wzorem:
{\displaystyle \delta U=PV(x_{p})+WV(x_{w})-FV(x_{f})}
gdzie:
{\displaystyle \delta U} – praca rozdzielcza,
{\displaystyle P} – masa produktu o zawartości wyodrębnianego izotopu {\displaystyle x_{p},}
{\displaystyle W} – masa odpadu o zawartości wyodrębnianego izotopu {\displaystyle x_{w},}
{\displaystyle F} – masa wkładu o zawartości wyodrębnianego izotopu {\displaystyle x_{f},}
{\displaystyle V(x)} – funkcja wartościująca dana wzorem:
{\displaystyle V(x)=(2x-1)\ln {\frac {x}{1-x}}}
Energochłonność procesu rozdzielania wyraża się w kWh/SWU. Na przykład zapotrzebowanie na energię dla dyfuzji gazowej wynosi ok. 2400 kWh/kg SWU, a wirówek ok. 60 kWh/kg SWU.